# В Америке есть таланты (сезон 7)
«В Америке есть таланты» — американское реалити-шоу талантов.
Премьера седьмого сезона шоу состоялась 11 марта 2012 года на телеканале NBC. Судья Пирс Морган покинул проект после шестого сезона и был заменён радиоперсоной Говардом Стерном, как было объявлено 15 декабря 2011 года в его радиошоу на радиостанции «Sirius XM». Потому что из-за обязательств Стерна в своей радиопередаче эпизоды (после Лас-Вегаса) сдвинулись из Лос-Анджелеса в «Центр исполнительных искусств Нью-Джерси» в г. Ньюарк (Нью-Джерси). Шоу транслировалось в несколько временных интервалов в течение сезона. Первоначально выходило по понедельникам и вторникам, но потом перешло обратно в свой временной интервал по вторникам и средам.
Официальным спонсором программы являлась компания «Snapple». Этот продукт будет на судейском столе на протяжении всего сезона.
После долгих путаниц и слухов было официально объявлено, что это последний сезон для Шэрон Осборн.
В этом сезоне победил коллектив Olate Dogs , занимающийся трюками с собаками , на втором месте - комик Том Коттер , а на третьем - музыкант Уильям Клоуз.

## Предварительные прослушивания
Продюсерские прослушивания были проведены в городах Нью-Йорк, Лос-Анджелес, Вашингтон (округ Колумбия), Тампа Бэй, Шарлотт, Остин, Сент-Луис, Сан-Франциско.
Театральные прослушивания онлайн состоялись в следующих городах:
| Город прослушивания | Дата прослушивания | Место встречи                          | Дата эфира                                      |
| Лос-Анджелес        | 16-17 февраля 2012 | Театр «Orpheum»                        | 11 марта 2012                                   |
| Сан-Франциско       | 24-25 февраля 2012 | Зрительный зал «Bill Graham Civic»     | 13 марта 2012                                   |
| Сент-Луис           | 5-10 Январь 2012   | Театр «Fox»                            | 11 марта 2012 (часть 1) 27 марта 2012 (часть 2) |
| Остин               | 17-18 марта 2012   | Обширный центр исполнительных искусств | 4 июня 2012 (часть 1) 5 июня 2012 (часть 2)     |
| Тампа Бэй           | 3-4 апреля 2012    | Театр «Mahaffey»                       | 28 мая 2012 (часть 1) 12 июня 2012 (часть 2)    |
| Нью-Йорк            | 11-12 апреля 2012  | Танцевальный зал «Hammerstein»         | 21 мая 2012 (часть 1) 22 мая 2012 (часть 2)     |

Эфир финального эпизода прослушиваний из нескольких городов состоялся 18 июня. Также прослушивания были проведены в режиме онлайн через Youtube. Финалисты от онлайн прослушиваний будут отобраны для выступления перед живой аудиторией в сезоне шоу.

## Неделя в Лас-Вегасе
Второй тур конкурса, состоявшийся в Лас-Вегасе, вышел в эфир с 25 по 27 июня 202 года, специально в 3 ночи. Раунд состоялся на курортах «The Venetian» и «The Palazzo» на Лас-Вегас-Стрип. 112 номеров прошли через раунды прослушиваний в «Неделе в Лас-Вегасе», а соревновались на 48 слотах в концертах. Как и в предыдущие годы, судьи разделили участников на 2 группы: «Судейские фавориты» и «Запасные номера». Кроме того, 6 номеров были исключены либо сразу, либо направлялись непосредственно в следующий раунд соревнований. Судьи также имели возможность устранять номер немедленно, если они считают, что их выступление в Лас-Вегасе было значительно ниже номинального.

### Немедленное решение
Перед началом туров конкурса судьи назвали 6 номеров, которые не были названы как «Судейские фавориты» и «Запасные номера». 3 из этих номеров были немедленно исключены, а 3 номера были прямо направлены в «Неделю в Лас-Вегасе» к раундам без дальнейшего выступления из-за их превосходных прослушиваний.

#### Прошли
- Собаки Олэйт — выступление животных
- Уильям Клоус — музыкант «Земляная арфа»
- Дэвид «Пуля» Смит — номер человеческого пушечного ядра/опасный номер

#### Выбыли
- The Bandbaz Brothers — акробаты
- Чарли Си — певец
- Айви Роус — группа всех вокальных девочек

### Группа А: Судейские фавориты

#### Прошедшие
- Команда 787 — Танцевальная команда
- All Beef Patty — Певец трасвеститом
- All That! — Клоггеры
- All Wheel Sports — Трюковая команда BMX
- Американская трюковая команда на BMX — Трюковая команда на BMX
- Aurora Light Painters — Светописная группа
- Бен Блаке — Выступление с арбалетом
- Кристин Санду — Балансный участник
- Edon — Певец/пианист
- Эрик и Оливия — Дуэт
- Эрик Диттельман — Внимательный читатель
- Horse — Новый участник
- Джекоб Уильямс — Комик
- Джейк Уисли Роджерс — Певец/гитарист
- Джо Кастилло — Песочный художник
- Театр «Light Wire» — Светящаяся танцевальная группа
- Никки Дженсен — Певец/гитарист
- Себастьян «Эль Чарро де Орро» — певец и танцор в стиле мариаки
- Шанис и Морис Хейс — Певческий дуэт отца и дочери
- Спенсер Хорсман — Бегающий артист
- Тим Хокенберри — Певец/пианист
- Тодд Оливер и Ирвинг — Чревовещательный номер
- Том Коттер — Комик
- Ulysses — Певец
- The Untouchables — Танцевальная труппа

#### Выбывшие
- Удивительная Элизабет — Воздушная гимнастка
- Эндрю де Леон — Оперный певец
- Брянна Прайс — Певец
- Сесилия Детуилер — Певец
- Даниэль Парк — Певец
- Дэйв Бёрлей — Импрессионист
- Фрэнк Роше — Импрессионист[note 1]
- Funk Beyond Control — Танцевальная группа
- Исаак Браун — Певец/танцор
- Джейсон Кордеро — Пианист
- Йорг и Алекса Нарваэс — Дуэт певцов
- Джастин Ривьера — Фокусник
- Келлен Эрскин — Комик
- Команда лояльного танца — Танцевальная команда
- Луис Менегин — Оперный певец
- Luna — Певец[note 2]
- Мэри Джойнер — Певица
- New Guard America — Сверлящая команда
- Рокси Долл — Певец
- Сэмми Обейд — Комик
- Просто Серджо — Оперный певец
- Тэйлор Рид — Театральный фокусник
- Тим По — Певец/музыкант

Сноски
1. ↑  Роше полностью изменил свою рутину, так как от впечатления прослушивания сидячего комика, исказил предшествующие предложения судьи Хауи Мандела к нему. Рассказав одну неловкую шутку, прежде чем дать его нервам добраться до него, а затем повторил ту же самую шутку, и судьи исключили его немедленно.
2. ↑  Судьи чувствовали выступление Luna, содержащее «все усилия», и исключили её.

### Группа B: Ожидающие номера
Ожидающие номера были признаны меньше к продвижению судьями, а участники выступают позже на оставшихся местах уже не прошедших судейских фаворитов. 20 из всех номеров прошли дальше для выступления на концертах.

#### Прошедшие
- The All Ways — Рок-группа
- Биг Берри — Певец
- Даниэль Сталлингс — Певец
- Дэвид Гарибальди и «His CMYK’s» — художественная/танцевальная группа
- The Distinguised Men of Brass — Оркестр
- Донован и Ребекка — Акробаты
- Elusive — Танцор
- Хоули Меджик — Магический номер
- Inspire the Fire — Певческая/танцевальная группа
- Джарретт и Раджа — Комедийные иллюзионисты
- LCD — Lisa Clark Dancers — Танцевальная труппа
- Линдси Нортон — Танцор
- Лил Старр — Танцор
- LionDanceMe — Команда танца льва
- Майкл Неджад — Инструментальный строитель/игрок
- Рок-звезда жонглёр Майк Прайс — Жонглёр
- The Scott Brothers — Танцоры
- Turf — Танцор/человек-змея
- Unity in Motion — Танцевальная группа
- Wordspit, the Illest! — Группа

#### Выбывшие
- Battle Born — Танцевальная труппа
- Полуночный цирк Бенна Мендозы — Акробатика/танцевальная группа
- Бёртон Крейн — Рэпер
- Команда Демо Клиффа — Боевые искусства
- The Cos Fam — Танцевальное трио
- Диллон Хэвинс и «Friends» — Группа
- Группа Эмили Энн — Группа
- Giani — Внимательный читатель
- Бабушка Джи — Рэпер
- The HillBenders — Группа блюграсса
- Джон Пицци — Чревовещатель
- Kota Sports — Трюковая команда на BMX
- Лил Бебиуоки — Танцор
- Old Shoes, New Shoes — Танцевальный дуэт
- The Rhymatist — Рэпер
- Роб Хейс — Рэпер
- Серенгети Стив — Дрессировщик рептилий
- Stepz — Танцор
- Саммер Лейси — Воздушный гимнаст
- Svet — Рэпер/хип-хоповый скрипач
- The Two Bits — Танцоры
- Уильямсы Брутуз — Танцевальный дуэт
- Тевин Макгвайр — Певец

#### Неизвестное решение
Некоторые номера были не в состоянии конкурировать в «Неделе в Лас-Вегасе» по личным причинам, или не были замечены во время выхода в эфир эпизодов. Эти номера следовательно были допущены как исключенные из конкурса.
- Алеся Гулевич — Хула хупы
- Boss — Танцевальная команда
- Cut Throat Freak Show & Eric Odditorium — Номер в жанре интермедия
- Clark Academy of Irish Dance — Команда ирландского танца
- Elements Dance Cru — Танцевальная команда
- Джейсон Роуп — выступление с арбалетом
- The Flyte Cru — Акробатические танцевальные дункеры
- Ganbaatar Contortion Sisters — Человек-змея (сёстры-каучуки)
- Max the Acrobat — Воздушный гимнаст
- Мика Грегорио — Певец
- Майкл Лаваре и семья — Воздушный и цирковой номера
- New York Irish Dance Company — Команда ирландского танца
- Шэрон Дэниелс и Рэнди Хансон — Имитаторы Оззи и Шэрон Осборн
- Street Beatz — Барабанщики
- Stick and Move Dance Crew — Танцевальная команда

## Четвертьфиналы
Четвертьфиналы стартовали 2 июля 2012 года. Раунд включил в себя номера Топ-48, прошедшие через «Неделю в Лас-Вегасе», номера, прошедшие через прослушивания в Youtube, а шоу «Дикая карта» благодаря ранее выбывшим четвертьфиналистам было возвращено судьями.
| Key | Нажата кнопка | Выбор судей | Прошёл в полуфиналы. | Занял 4 или 5 место; Победил (выбор судей) и прошёл в полуфиналы. | Занял 4 или 5 место; Проиграл (выбор судей). |

### Топ-48. Неделя 1 (2-3 июля)
Гости: Zarkana, Will.i.am.
| The Distinguished Men of Brass       | 1  | Оркестр; сыграли песню «Crazy in Love» Бейонсе. |  |            |  | Выбыли                 |
| Edon                                 | 2  | Певец/пианист; пел и играл на пианино песню «Titanium» Давида Гетты и Сиэ Фёрлер. |  | [ note 1 ] |  | Выбор судей            |
| Джарретт и Раджа                     | 3  | Комедийные иллюзионисты; иллюзионировали под песню «Singin' in the Rain», под которую, казалось, пустые полотенца ожили.                                                                               |  |            |  | Выбыли                 |
| Лил Старр                            | 4  | Танцор; танцевал под композиции «Party Rock Anthem» и «Sorry for Party Rocking» (обе песни от группы LMFAO).                                                                                           |  |            |  | Выбыл                  |
| Тодд Оливер                          | 5  | Чревовещатель/дрессировщик собак; выполнял комедийную рутину, обсуждая отношения между двумя собаками — Ирвинг и Люси.                                                                                 |  |            |  | Проиграл (выбор судей) |
| Американская трюковая команда на BMX | 6  | Трюковая команда на BMX; выполняли трюки с пандусами и мостами под песню «Bodyrock» Моби. |  |            |  | Выбыли                 |
| Никки Дженсен                        | 7  | Певец/гитарист; пел песню «The Scientist» квартета Coldplay. |  |            |  | Выбыл                  |
| Братья Скотт                         | 8  | Танцоры мультфильмовских попперов; исполняли рутину, где оба брата передразнивали друг друга каждым движением другого, заканчивая выступлением, крутясь вокруг своей шляпы, как если бы шляпа плавала. |  |            |  | Прошли                 |
| Майкл Неджад                         | 9  | Музыкант/инструментальный строитель; выступал под песни «Moves like Jagger» группы Maroon 5 и Кристины Агилеры с самодельными инструментами, такими как лопата, бейсбольная бита и пылесос.            |  |            |  | Выбыл                  |
| Команда 787                          | 10 | Танцевальная команда; выполняли рутину под ремикс Скриллекса песни «Cinema» Бенни Бенасси. |  |            |  | Выбыли                 |
| Шенис и Морис Хайес                  | 11 | Певческий дуэт отца и дочери; пели песню «There You’ll Be» Фэйт Хилл. |  |            |  | Прошли                 |
| Дэвид Гарибальди и его группа «CMYK» | 12 | Художники; Рисовали портрет Мика Джаггера под песню «Paint It, Black» группы The Rolling Stones. |  |            |  | Прошли                 |

Заметка
1. ↑  Осборн показала своё намерение голосовать после того, как Edon был выдвинут голосами Стерна и Мандела.

### Топ-48. Неделя 2 (10-11 июля)
Гости: Гевин Дегро, TRACES
| LionDanceMe           | 1  | Номер танца льва; исполнялся танец льва на поднятых полюсах под песню «Levels» Авичи.                                                                                                |            |  |  | Выбыл                  |
| Turf                  | 2  | Чревовещатель/танцор; танцевал под песню «Imma Be» группы The Black Eyed Peas. |            |  |  | Прошли                 |
| The All Ways          | 3  | Рок-группа; выступали под песню «Telephone» Леди Гага и Бейонсе. |            |  |  | Выбыли                 |
| Магия Хоули           | 4  | Магический номер; выполнял иллюзию, где его помощник был выровнен в воздухе на мече.                                                                                                 |            |  |  | Выбыл                  |
| Танцоры Лизы Кларк    | 5  | Танцевальная труппа; осуществили сочетание в себе современности, джаза и степа. |            |  |  | Выбыли                 |
| Aurora Light Painters | 6  | Световые художники; покрасили сцене, где испуганные девушки обнаруживали монстров под кроватью под песню «Strangers in the Night» Фрэнка Синатры.                                    |            |  |  | Выбыли                 |
| Даниэлле Сталлингс    | 7  | Певец; пел песню «It Will Rain» Бруно Марса. |            |  |  | Проиграл (выбор судей) |
| Донован и Ревекка     | 8  | Акробаты; выступали воздушным шёлком под песню «Chasing Cars» рок-группы Snow Patrol.                                                                                                |            |  |  | Выбор судей            |
| Биг Берри             | 9  | Певец; выступал под песню «Feeling Good», написанную Энтони Ньюли и Лесли Брикасс в окружении модели.                                                                                | [ note 1 ] |  |  | Выбыл                  |
| Том Коттер            | 10 | Комик; выполнял стоячую рутину, высмеивая клишами и фразами. |            |  |  | Прошёл                 |
| Бен Блаке             | 11 | Участник с арбалетом; выполнял рутину, где он впервые стрелял в своего помощника, в то время как он держал розу во рту, потом стреляет в 4 воздушных шара, окружающих его помощника. |            |  |  | Выбыл                  |
| Тим Хокенберри        | 12 | Певец; сыграл на пианино аранжировку песни «Part of Me» Кэти Перри. |            |  |  | Прошёл                 |

Заметка
1. ↑  Осборн нажала кнопку Мандела во время его комментария о Биг Барри.

### Топ-48. Неделя 3 (17-18 июля)
Гости: Эшли и Падси, Havana Brown
| The Untouchables                | 1  | Танцевальная труппа; Танцевали под ремикс песни «Magalenha» Сержио Мендеса. |  |            |  | Прошли                  |
| Рок-звезда и жонглёр Майк Прайс | 2  | Жонглёр; жонглировал ножами и огненными факелами под песню «Won’t Get Fooled Again» группы The Who. Позже он облил своего помощника бензином и жонглировал светящимися светом жонглирующими клубами, которые были в огне.        |  |            |  | Выбыл                   |
| Inspire the Fire                | 3  | Хоровое шоу; пели и танцевали под песню «Firework» Кэти Перри. |  |            |  | Выбыли                  |
| Кристин Санду                   | 4  | Балансированный номер; сбалансировал себя с помощью цилиндров под песню «Lights» Элли Голдинг. Выступление закончилось преждевременно, когда цилиндры упали на сцену.                                                            |  |            |  | Выбыл                   |
| Elusive                         | 5  | Мальчик-танцор; танцевал под песню «Super Bad» Джеймса Брауна. |  |            |  | Выбыл                   |
| Джейк Уэсли Роджерс             | 6  | Певец/пианист; выступал под песню «Toxic» Бритни Спирс. |  | [ note 1 ] |  | Выбыл                   |
| All Wheel Sports                | 7  | Разнообразный номер на BMX; ездя на велосипедах и скейтбордах, делали гимнастическую рутину под песню «Titanium» Давида Гетты и Сиэ Фёрлер.                                                                                      |  |            |  | Выбор судей             |
| Wordspit и the Illest!          | 8  | Группа жанров рок/рэп/ритм и блюз; выступали под оригинальную песню под названием «Lights, Cameras Flashin'». |  |            |  | Проиграли (выбор судей) |
| Джекоб Уильямс                  | 9  | Комик; исполнял стоячую рутину, которая играла с его неловкостью, в то время как возрастала. |  |            |  | Прошёл                  |
| All Beef Patty                  | 10 | Певец трансвеститом; выступал под песню «Let’s Hear It for the Boy» Дэниса Уильямса с группой мужских танцоров. |  |            |  | Выбыл                   |
| Спенсер Хорсман                 | 11 | Бегающий иллюзионист; исполнил 45-секундную бегающую иллюзию, где он освободился из своих стальных оков, когда мешок в безопасной ловушке. Когда бежал, Хорсман поднялся выше ложе из шипов с занавесом, которое охватывало его. |  |            |  | Выбыл                   |
| Светопроводный театр            | 12 | Светящаяся танцевальная группа; исполнили сюжетную линию из нескольких танцующих птиц к «UK Current Funky House» Джастина Бретта.                                                                                                |  |            |  | Прошли                  |

Заметка
1. ↑  Осборн случайно нажал на свою кнопку, когда все судьи прокомментировали номер.

### Топ-48. Неделя 4 (24-25 июля)
Гости: Шер Ллойд, актёры мюзикла Однажды, награждённые премией «Тони»
| Дэвид «Пуля» Смит            | 1  | Номер человека-пушечного ядра; выстрелил из пушки в 40 ярдов поле цели под песню Робби Уильямса' «Let Me Entertain You». |  |  |  | Выбыл                   |
| All That!                    | 2  | Клоггеры; танцевали под песню «Black Betty» американской рок-группы Ram Jam. |  |  |  | Проиграли (выбор судей) |
| Ulysses                      | 3  | Певец; выступил под композицию «Bandstand Boogie» американского шоу American Bandstand (выходило в 1952—1989 годах) с группой танцоров. |  |  |  | Выбыл                   |
| Джо Кастилло                 | 4  | Песочный художник; рисовал животных со всего мира на песке. |  |  |  | Прошёл                  |
| Себастьян «Эль Чарро-де-Оро» | 5  | Певец и группа марьячи; пел песню «Bésame Mucho» Консуэло Веласкеса. |  |  |  | Выбыли                  |
| Эрик Диттельман              | 6  | Читатель мыслей; исполнял пародию на шоу Deal or No Deal, где он выбрал Манделу в одном из 16 случаев, с выбором Манделы в 11 случае. Затем он провёл других судей в других двух рядах случаев, а Мандел пусть торгуется с ним в деле в 4 случае. Остальные дела были раскрыты, а Диттельман правильно предсказал, что Мандел избран в 4 случае. |  |  |  | Выбор судей             |
| Уильям Клоус                 | 7  | «Земляной арфист» и инструментальный конструктор; выступал под песню «Love, Reign o’er Me» группы The Who с коллективным ансамблем, который включил в себя певца и вертящихся барабанщиков. |  |  |  | Прошёл                  |
| Unity in Motion              | 8  | Танцевальная группа; танцевали под песню «Lux Aeterna», написанная Клинтом Мэнселлом и Кронос-квартетом. |  |  |  | Выбыли                  |
| Эрик и Оливия                | 9  | Дуэт гитариста и певца; выступали под ремикс песни «Dynamite» Тайо Круса. |  |  |  | Выбыли                  |
| Линдси Нортон                | 10 | Танцор; исполняла танцевальную рутину под тему «First Incantation» цирка Дю Солей из шоу «Zed». |  |  |  | Выбыла                  |
| Horse                        | 11 | Захватчик паховой атаки; выступал для темы супергероя, когда он попытался остановить несколько грабителей банков. Номер закончился с победой над «разбойниками» Horse попаданием им в их пах. |  |  |  | Выбыл                   |
| Собаки Олэйт                 | 12 | Номер с собачими трюками; выступал под тему Бродвея с песней «Played-A-Live» музыканта Safri Duo, которая включила в себя исполнение собаками сальто, спускаясь образцом, вращаясь, и прыжки через препятствия. |  |  |  | Прошли                  |

Заметка
1. ↑  Дэвид «Пуля» Смит выступал вне сцены из-за соображений безопасности. У судей не было кнопок в открытой студии, вместо этого им принесли знаки с изображением красного икса, но судьи ими не пользовались.

### YouTube Snapple Special (14-15 августа)
Гости: Габриэль Дуглас, Karmin, The Crazy Nastyass Honey Badger.
Специальный раунд The YouTube Snapple Special вышел в эфир 14 августа после трёхнедельного перерыва на Летние Олимпийские игры 2012. Это дало возможность зрителям голосовать за свои любимые номера на канале Youtube и то, что они хотели посмотреть участие в концертах. 20 номеров соревновались за 12 мест с 11 участниками, выбранными судьями, и ещё один участник (Дрю Эрвин) был выбран зрителями.
| Клинт Карвальо и его «Экстремальные попугаи» | 1  | Исполнение трюков попугаями; исполнялся номер, в котором он руководил птицей по имени Киттен, на вершине башни внутри театра.                                                                                      | [ note 1 ] |  |  | Выбор судей            |
| Reverse Order                                | 2  | Орк-группа; выступали под песню «I Kissed a Girl» Кэти Перри. |            |  |  | Выбыли                 |
| Руди Коби                                    | 3  | Фокусник/иллюзионист; исполнил трюк, в котором кукла ожила и «обезглавлен» Руди, однако кукла сняла с себя костюм и проявила себя как Руди. Он выступал под песню «Puppet Boy» группы Devo.                        |            |  |  | Выбыл                  |
| 7 in Unison                                  | 4  | Танцевальная труппа; танцевали под песню «Fever» Пегги Ли. |            |  |  | Выбыли                 |
| Дрю Эрвин                                    | 5  | Певец/музыкант; выступал под песню «Torn» Натали Имбрулья. |            |  |  | Проиграл (выбор судей) |
| Мелинда Хилл                                 | 6  | Комик; исполняла стоячую рутину об её друзьях, маме и текущих событиях в её жизни. |            |  |  | Выбыла                 |
| Эрик Бусс                                    | 7  | Артист/новый номер; исполнил номер, в который вовлечена синхронизация шуточного устройства «Snake nut cans» под произведение На прекрасном голубом Дунае.                                                          |            |  |  | Выбыл                  |
| Romeo Dance Cheetah                          | 8  | Воздушный гитарист; выступал под песню «I Believe in a Thing Called Love» группы The Darkness. |            |  |  | Выбыл                  |
| The Magic of Puck                            | 9  | Комедийный магический номер; исполнил иллюзию с носовым платком под песню «Shake Senora» музыкантов Pitbull, T-Pain, и Шона Пола.                                                                                  |            |  |  | Прошёл                 |
| Бриа Келли                                   | 10 | Певица; выступала под песню «Gunpowder & Lead» Миранды Ламберт. |            |  |  | Прошла                 |
| Cast in Bronze                               | 11 | Игроки на карильоне; выступали под песню «Carol of the Bells» Миколы Леонтовича. |            |  |  | Выбыли                 |
| Academy of Villains                          | 12 | Танцевальная труппа; танцевали под композицию «Bohemian Rhapsody» группы Queen, используя в основном движения рук, чтобы дать визуализацию обращённому пению, а затем под «Whuteva» Реми Ма в стиле жанра хип-хоп. |            |  |  | Прошли                 |

Заметки
1. ↑  Потому что оба судьи Стерн и Осборн проголосовали за Клинта Карвальо и его «Экстремальных попугаев», а намерения Мандела голосовать не выявлено.
2. ↑  Cast in Bronze выступали вне связи с командой, будучи не в состоянии внести свой инструмент вовнутрь. У судей не было кнопок в открытой студии, вместо этого у них были знаки с изображением красного икса, все три судьи пользовались ими.

### Дикая карта (21-22 августа)
Гости: Owl City, Карли Рэй Джепсен, актёры мюзикла «Bring It On».
Для шоу «Дикая карта» судьи каждому четвёртому выбывшему номеру вернули второй шанс выступить. 4 из этих номеров вышли в полуфиналы. Осборн объявила после шоу на 25 июля, что она вернёт назад All That! как один из её диких карт. Остальные выбранные 11 номеров были объявлены на 15 августа, во время раунда YouTube Snapple.
Это был первый концерт сезона без любых нажатий.
| Номер                        | Выбран | Порядок | Описание выступления | Результат                            |
| ---------------------------- | ------ | ------- | --- | ------------------------------------ |
| Спенсер Хорсман              | Стерн  | 1       | Бегающий иллюзионист; расстегнул 8 замков в порядке, чтобы получить себя в стеклянной клетке, которая медленно заполняется мокрым цементом . | Выбыл                                |
| All That!                    | Осборн | 2       | Клоггеры; выступали под песню «Thunder» музыканта Nuttin', но Stringz, что включил виртуальную версию на экране позади них. | Выбор судей (2-1, Мандел согласился) |
| Джарретт и Раджа             | Мандел | 3       | Комедийные иллюзионисты; исполняли иллюзию, в которой Джарретт поднял ящик с Раджей, играющей на фортепиано в воздухе, где она взрывается. Затем Раджа вновь появляется в зале, по-прежнему играя на пианино.                                                                                    | Выбыли                               |
| Джейк Уэсли Роджерс          | Осборн | 4       | Певец/пианист; выступал под песню «The Edge of Glory» Леди Гага. | Выбыл                                |
| Кристин Санду                | Мандел | 5       | Балансированный номер; попытался повторить своё предыдущее выступление, где он балансировал на стыке цилиндров. Тем не менее, цилиндры снова соскользнули с платформы во время вращения на 360°, заставляя его падать на сцену.                                                                  | Выбыл                                |
| Тодд Оливер                  | Стерн  | 6       | Чревовещатель/выступление собаки; исполняли рутину, где его собака Ирвинг бегает за президентом. | Прошёл                               |
| The Bandbaz Brothers         | Осборн | 7       | Акробатика; связанная балансировка аппарата состоялась во рту друг друга в воздухе, так что младший Bandbaz мог бы сделать равновесие с ног на голову, держась на старшем Bandbaz. | Выбыли                               |
| Себастьян «Эль Чарро-де-Оро» | Мандел | 8       | Певец и группа марьячи; выступили с марьячи версией песни «Theme from New York, New York» Фрэнка Синатры. | Прошёл                               |
| Horse                        | Стерн  | 9       | Берущий атаку под пах; выступал в нижнем белье, используя рискованные установки, в то время как его соратники получили во время номера причинение вреда себе. | Выбыл                                |
| Линдси Нортон                | Осборн | 10      | Танцор; выполняла тему в огненном стиле. | Проиграла (выбор судей)              |
| Эндрю-де-Леон                | Мандел | 11      | Готический оперный певец; пел песню «Regresa a mí» музыканта Il Divo (испанская версия песни «Un-Break My Heart», оригинал Тони Брэкстон). | Прошёл                               |
| Бен Блаке                    | Стерн  | 12      | Выступление с арбалетом; выстрелил в картину яблока с дистанции, которая поднялась в пламени, открыв карту, сказала: «Дикая карта», упомянув раунд. Тогда он с завязанными глазами, версией цепной реакции арбалета Вильгельма Телля сделал трюк выстрелом в яблоко на своей собственной голове. | Выбыл                                |

## Полуфиналы
Старт полуфиналов состоялся 28 августа. 24 номера, прошедшие из четвертьфиналов, были разделены на 2 группы, а выступления проходили в течение двух недель подряд. Каждую неделю в финал проходили 3 номера.
Здесь не было нажатия кнопок во время любого из этих выступлений.
| Key | Прошёл в финалы. | Занял 3 или 4 место; выиграл (выбор судей) и прошёл в финалы. | Занял 3 или 4 место; проиграл (выбор судей). |

### Раунд 1 (28-29 августа)
Гости: Neon Trees, Стив Харви.
| Номер               | Порядок | Описание выступления | Результат                           |
| ------------------- | ------- | --- | ----------------------------------- |
| Эндрю де Леон       | 1       | Готический оперный певец; исполнил часть арии «Третья песня Эллен» Франца Шуберта | Выбыл                               |
| Тодд Оливер         | 2       | Чревовещатель/выступление собаки; исполнил рутину, которая эмулировала конец ночное ток-шоу, со своей собакой Ирвинг, как и с его «гостями». | Проиграл (выбор судей)              |
| Донован и Ребекка   | 3       | Акробаты; выполнили силовые подвиги в воздушной акробатике под ремикс песни «Big Jet Plane» дуэта Ангуса и Джулии Стоун. | Выбыли                              |
| Edon                | 4       | Певец/пианист; выступал под песню «What Makes You Beautiful» группы One Direction. | Выбыл                               |
| Братья Скотт        | 5       | Танцоры мультипликационного поппинга; исполнили танцевальную рутину, в которой участвуют манекены, вырвавшиеся из окна дисплея. | Выбрали                             |
| Эрик Диттельман     | 6       | Псих; исполнил рутину, в которой участвовал Стерн и его эскиз автопортрета из прослушивания Диттельмана. У него был цвет Стерна в различных частях реплики его эскиза, использовавшего маркеры. До выяснения своего предсказания того, как Стерн может украсить эскиз, у него была аудитория, думая больше о форме, чем о площади, затем он раскрыл то, что предсказывал, что они выберут треугольник в круге. Затем Диттельман показал своё предсказание для эскиза, который будет соответствовать тому, что нарисовал Стерн. | Выбыл                               |
| Turf                | 7       | Танцор/чревовещатель; исполнил рутину под песню «Yeah 3x» Криса Брауна. | Выбыл                               |
| Бриа Келли          | 8       | Кантри-певец; исполнил кантри-версию песни «Perfect» певца Pink. | Выбыл                               |
| Джо Кастилло        | 9       | Песочный художник; рисовал под песню «Get Together» группы The Youngbloods скульптурные изображения птиц, две суперсложенные руки, и Иисуса, охватывающего ребёнка. | Выбор судей (2-1, Стерн согласился) |
| Уильям Клоус        | 10      | «Земляной арфист» и инструментальный конструктор; в дополнение к своей арфе использовал новые инструменты, включая трёхгорловую гитару, две сферические ударные установки и боди с теснением строк, который носила его жена, чтобы он играл с двумя луками, выступал под песню «Starlight» группы Muse. | Прошёл                              |
| Том Коттер          | 11      | Комик; предстал перед судьями со списком предметов, из которых Мандел выбрал «Колледж». Затем он дал краткое определение на эту тему. | Прошёл                              |
| Academy of Villains | 12      | Танцевальная труппа; исполнили хип-хоповую рутину под ремикс песни «Cinema» группы Benny Benassi, сделанный Скриллексом и песню «Secrets» группы OneRepublic. | Выбыли                              |

### Раунд 2 (4, 6 сентября)
Гости: Train, Натан Бёртон, «Haunted by Heroes» с Ди Снайдером.
Показ результатов второго раунда полуфиналов были отложены до 6 сентября в связи с трансляцией футбольного матча в прямом эфире между командами Даллас Ковбойз и Нью-Йорк Джайентс.
Следующие номера выступили 4 сентября 2012 года.